# Бальднер, Макс
Макс Бальднер (нем. Max Baldner; 1887 — не позднее 4 октября 1946, Берлин) — немецкий виолончелист.

## Биография
Учился в Вюрцбургской консерватории у Эрнста Канблая. Пользуясь покровительством банкира и мецената Франца фон Мендельсона-младшего, жил у него в доме вместе с группой других музыкантов, — в частности, репетировавшие вместе у Мендельсона Артур Шнабель и Карл Флеш приглашали Бальднера и его товарища Рихарда Хебера для квартетной игры. В 1916 г. вместе с Хебером по приглашению Карла Клинглера вошёл в состав его струнного квартета; в составе этого хорошо известного в Германии коллектива Бальднер оставался в течение 10 лет. Затем он преподавал в Берлине, некоторое выступал в составе другого квартета, образованного Гельмутом Церником. Положение Бальднера осложнилось с приходом к власти нацистов, поскольку он был женат на еврейке. В 1936 г. он был исключён из Имперской палаты культуры, что фактически означало запрет на профессию, а затем провёл ряд лет в трудовом лагере.
Портрет Бальднера написал Макс Оппенгеймер (1926).